# Festa da Poesia
Die Festa da Poesia (portugiesisch für „Fest der Poesie“) ist ein Literaturfestival in Portugal. Es findet alljährlich im Dezember in der nordportugiesischen Stadt Matosinhos statt und widmet sich der Lyrik und der poetischen Literatur. Hauptaustragungsort sind die Räume der städtischen Bibliothek, die Biblioteca Municipal Florbela Espanca, die den Namen der 1930 in Matosinhos gestorbenen Lyrikerin Florbela Espanca trägt.
Es gilt als eine der wichtigsten Veranstaltungen für Poesie im Land. Üblicherweise ist für die Veranstaltung kein Eintritt zu bezahlen. Es wird kein expliziter Literaturpreis verliehen.

## Geschichte und Programm

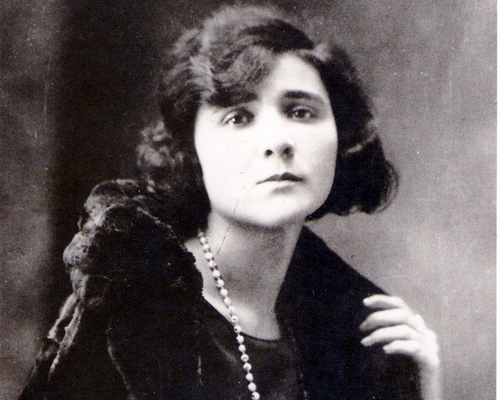
Die Lyrikerin Florbela Espanca: ihr ist das Festival gewidmet und es findet stets um den 8. Dezember herum statt, sowohl ihr Geburtstag als auch der Tag, an dem sie hier starb.

Das Festival wird seit 2006 von der Stadtverwaltung Matosinhos veranstaltet, mit Lesungen, Autorengesprächen, Podiumsdiskussionen, Büchertischen und Präsentationen, begleitet von Begleitprogramm wie Musik.
Zusätzlich zu den Veranstaltungen in der städtischen Bibliothek finden bei jeder Ausgabe verschiedene begleitende Veranstaltungen statt, darunter Lesungen in Schulen und Podiumsdiskussionen, Konzerte oder Ausstellungen in anderen Veranstaltungsorten im Landkreis.
Seit 2015 wird Poesie per Stencil-Technik auf Fußgängerübergänge und Bürgersteige angebracht, um mehr Menschen auf das Festival aufmerksam zu machen. 2016 fanden im Rahmen des Festivals erstmals auch Veranstaltungen außerhalb des Stadtzentrums von Matosinhos statt. So wurden Verse von Florbela Espanca, Alice Sant’Anna, Diego Callazans, Mariano Marovatto und anderen auf die Straßen gebracht, erstmals auch in Gemeinden außerhalb der Stadt Matosinhos (Custóias und Senhora da Hora), wo erstmals auch Veranstaltungen stattfanden, insbesondere Programmpunkte an Schulen. Wie im Vorjahr kamen auch 2016 etwa 3.000 Besucher zu den Veranstaltungen. Das Festival kostete die Stadtverwaltung wie im Vorjahr rund 20.000 Euro. 2017 wurden Verse aus den Literaturzeitschriften Orpheu und Portugal Futurista (1910er Jahre) von Namen wie Almada Negreiros, Fernando Pessoa, Mário de Sá-Carneiro oder auch Oswald de Andrade auf Straßen im ganzen Landkreis angebracht.
Am 6. Dezember 2018 sorgte die Verschiebung des Festivals für Nachrichten. Der Autor und Politiker Manuel Alegre, der als einer der bedeutendsten lebenden Dichter Portugals ab dem 8. Dezember geehrt werden sollte, konnte aus gesundheitlichen Gründen nicht teilnehmen, so dass die Festivalleitung bis auf wenige Veranstaltungen alle geplanten Termine aufschob, bis Alegres Gesundheit ein persönliches Erscheinen ermöglichte.

## Ausgabe 2022
Im Jahr 2022 fand das Festival vom 8. bis 10. Dezember statt. Der Musiker, Poet und Filmschaffende Sérgio Godinho war diesmal der bekannteste Name.
Das Festival gedachte in verschiedenen Veranstaltungen des Prémio-Camões-Preisträgers Manuel António Pina anlässlich seines zehnten Todestages.
Die Veranstaltung Novas Cartas, Novos Tempos, mit Inês Pedrosa und Claudia Lucas Chéu, gedachte des 50. Jahrestages der Veröffentlichung des wegweisenden feministischen Buchprojektes Novas Cartas Portuguesas.
Weitere Veranstaltungen waren die Musik-Poesie-Perfomance Boca em Flor, die Veröffentlichung des Buchprojektes O Poeta Faz-se vol. 2 der Biblioteca Municipal Florbela Espanca zur Erwachsenenbildung (mit einem Auftritt des Rappers Maze von der Hip-Hop-Tuga-Formation Dealema), und die Abschlussveranstaltung, eine Lyrik-Perfomance von Pedro Piaf zu Werken von Manuel António Pina, mit dessen Zitat betitelt: Se não escrevesse, era capaz de ser infeliz (dt. etwa: „Würde ich nicht schreiben, wäre ich wohl unglücklich“). Dazu gab es erneut eine Vielzahl Workshops, Lesungen und andere Veranstaltungen für Kinder an Schulen und anderen Orten im Kreis Matosinhos.